# Chob (gmina)
Chob – gmina (khum) w północno-zachodniej Kambodży, we wschodniej części prowincji Bântéay Méanchey, w dystrykcie Preăh Nét Preăh.

## Miejscowości
Na obszarze gminy położonych jest 11 miejscowości:
- Veari Chob
- Roul Chruk
- Prasat
- Krasang Thmei
- Pradak
- Chroab Thmei
- Chroab Chas
- Kak
- Kouk Lun
- Phnum Chonhcheang
- Chakkrei